# Rad-Weltcup der Frauen 2002
Der Rad-Weltcup der Frauen 2002 war die 5. Austragung des Rad-Weltcups der Frauen, einer seit der Saison 1998 vom Weltradsportverband UCI ausgetragenen Serie der wichtigsten Eintagesrennen im Straßenradsport der Frauen. Die Fahrerinnenwertung gewann die Deutsche Petra Rossner.
| Rennen                                       | Erste               | Zweite            | Dritte            |
| -------------------------------------------- | ------------------- | ----------------- | ----------------- |
| Rotterdam Tour                               | Petra Rossner       | Regina Schleicher | Debby Mansveld    |
| GP Suisse Feminin                            | Swetlana Bubnenkowa | Simona Parente    | Priska Doppmann   |
| Grand Prix de Plouay                         | Regina Schleicher   | Petra Rossner     | Susanne Ljungskog |
| Coupe du Monde Cycliste Féminine de Montréal | Dede Barry          | Anna Millward     | Geneviève Jeanson |
| Castilla y Leon                              | Regina Schleicher   | Petra Rossner     | Mirjam Melchers   |
| La Flèche Wallonne                           | Fabiana Luperini    | Lynn Bessette     | Priska Doppmann   |
| Primavera Rosa                               | Mirjam Melchers     | Diana Žiliūtė     | Chantal Beltman   |
| Hamilton                                     | Petra Rossner       | Rochelle Gilmore  | Hanka Kupfernagel |
| Australia World Cup                          | Petra Rossner       | Rochelle Gilmore  | Mirjam Melchers   |
| Endstand Gesamtwertung                       | Petra Rossner       | Mirjam Melchers   | Regina Schleicher |

UCI-Weltcup
1998 |
1999 |
2000 |
2001 |
2002 |
2003 |
2004 |
2005 |
2006 |
2007 |
2008 |
2009 |
2010 |
2011 |
2012 |
2013 |
2014 |
2015

UCI Women’s WorldTour |
2016 |
2017 |
2018 |
2019 |
2020 |
2021 |
2022 |
2023 |
2024 |
2025